# رونالد براون (أستاذ جامعي)
رونالد براون (بالإنجليزية: Ronald Brown)‏ هو رياضياتي بريطاني، ولد في 4 يناير 1935 في لندن في المملكة المتحدة.